# Oyrières
Oyrières est une commune française située dans le département de la Haute-Saône, la région culturelle et historique de Franche-Comté et la région administrative Bourgogne-Franche-Comté.

## Géographie

### Communes limitrophes
| Écuelle                | Framont          | Montot                 |
| Vars                   | Oyrières         | Vereux                 |
| Auvet-et-la-Chapelotte | Chargey-lès-Gray | Montureux-et-Prantigny |

### Climat
Pour des articles plus généraux, voir Climat de la Bourgogne-Franche-Comté et Climat de la Haute-Saône.
En 2010, le climat de la commune est de type climat des marges montargnardes, selon une étude du Centre national de la recherche scientifique s'appuyant sur une série de données couvrant la période 1971-2000. En 2020, Météo-France publie une typologie des climats de la France métropolitaine dans laquelle la commune est dans une zone de transition entre le climat océanique altéré et le climat océanique altéré et est dans la région climatique  Lorraine, plateau de Langres, Morvan, caractérisée par un hiver rude (1,5 °C), des vents modérés et des brouillards fréquents en automne et hiver. 
Pour la période 1971-2000, la température annuelle moyenne est de 10,4 °C, avec une amplitude thermique annuelle de 17,6 °C. Le cumul annuel moyen de précipitations est de 906 mm, avec 12,2 jours de précipitations en janvier et 8,6 jours en juillet. Pour la période 1991-2020, la température moyenne annuelle observée sur la station météorologique de Météo-France la plus proche, « Chargey-lès-Gray », sur la commune de Chargey-lès-Gray à 5 km à vol d'oiseau, est de 11,5 °C et le cumul annuel moyen de précipitations est de 834,3 mm. 
La température maximale relevée sur cette station est de 39,3 °C, atteinte le 25 juillet 2019 ; la température minimale est de −18,2 °C, atteinte le 20 décembre 2009,,. 
Les paramètres climatiques de la commune ont été estimés pour le milieu du siècle (2041-2070) selon différents scénarios d'émission de gaz à effet de serre à partir des nouvelles projections climatiques de référence DRIAS-2020. Ils sont consultables sur un site dédié publié par Météo-France en novembre 2022.

## Urbanisme

### Typologie
Au 1er janvier 2024, Oyrières est catégorisée commune rurale à habitat dispersé, selon la nouvelle grille communale de densité à sept niveaux définie par l'Insee en 2022.
Elle est située hors unité urbaine. Par ailleurs la commune fait partie de l'aire d'attraction de Gray, dont elle est une commune de la couronne,. Cette aire, qui regroupe 63 communes, est catégorisée dans les aires de moins de 50 000 habitants,.

### Occupation des sols
L'occupation des sols de la commune, telle qu'elle ressort de la base de données européenne d’occupation biophysique des sols Corine Land Cover (CLC), est marquée par l'importance des territoires agricoles (50,9 % en 2018), en diminution par rapport à 1990 (52,1 %). La répartition détaillée en 2018 est la suivante : 
terres arables (47,2 %), forêts (43,9 %), zones urbanisées (3,3 %), prairies (2,5 %), milieux à végétation arbustive et/ou herbacée (1,9 %), zones agricoles hétérogènes (1,2 %). L'évolution de l’occupation des sols de la commune et de ses infrastructures peut être observée sur les différentes représentations cartographiques du territoire : la carte de Cassini (XVIIIe siècle), la carte d'état-major (1820-1866) et les cartes ou photos aériennes de l'IGN pour la période actuelle (1950 à aujourd'hui).

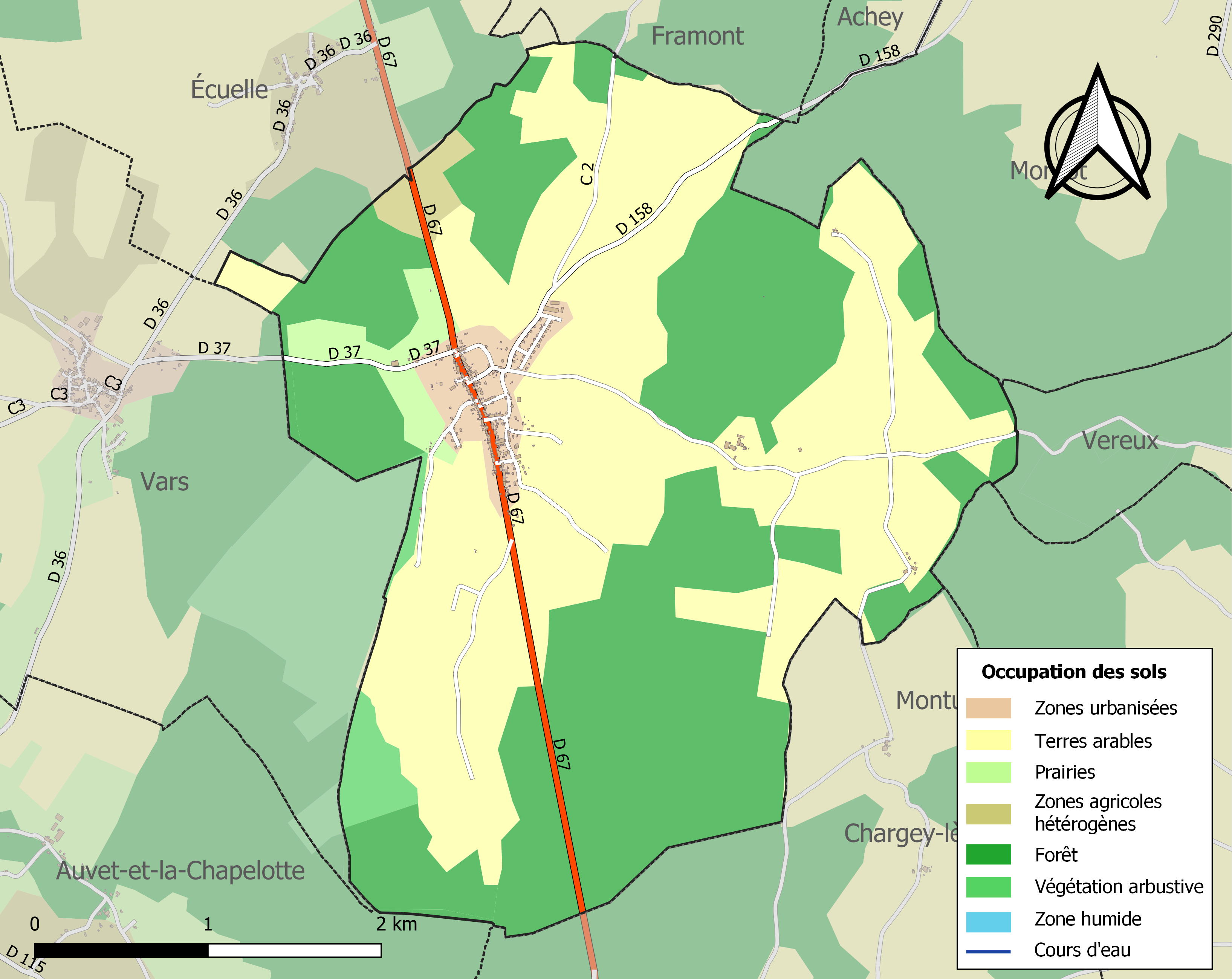
Carte des infrastructures et de l'occupation des sols de la commune en 2018 (CLC).

## Politique et administration

### Rattachements administratifs et électoraux
La commune fait partie de l'arrondissement de Vesoul du département de la Haute-Saône, en région Bourgogne-Franche-Comté. Pour l'élection des députés, elle dépend de la première circonscription de la Haute-Saône.
Elle faisait partie depuis 1801 du canton d'Autrey-lès-Gray. Dans le cadre du redécoupage cantonal de 2014 en France, la commune fait désormais partie du canton de Dampierre-sur-Salon.

### Intercommunalité

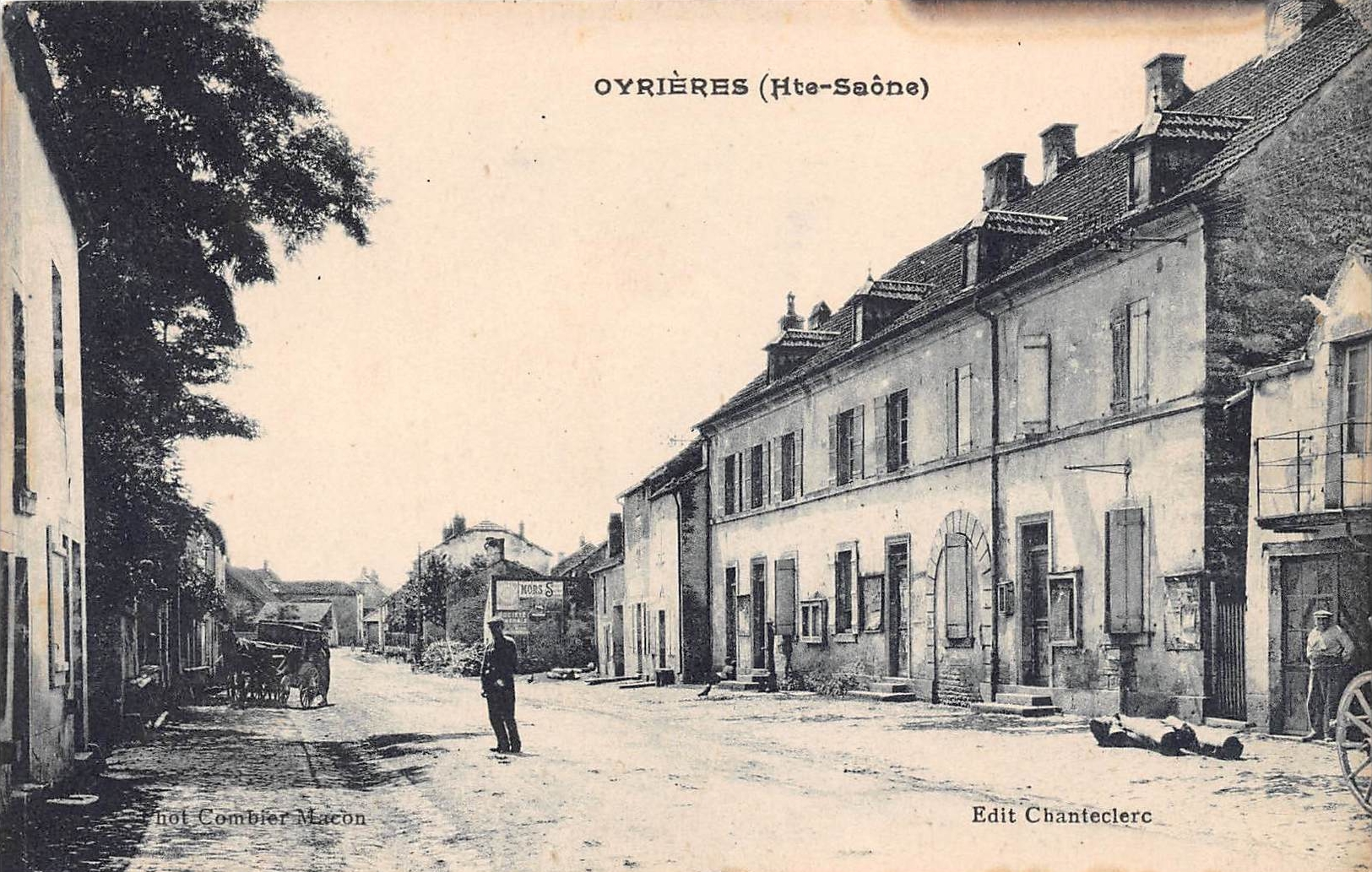
La Grande Rue- Carte postale vers 1910.

Oyrières était membre depuis 2008 de la petite communauté de communes du Pays d'Autrey, créée le 31 décembre 1994, et  qui regroupait environ 3 800 habitants.
L'article 35 de la loi n° 2010-1563 du 16 décembre 2010 « de réforme des collectivités territoriales » prévoyait d'achever et de rationaliser le dispositif intercommunal en France, et notamment d'intégrer la quasi-totalité des communes françaises dans des EPCI à fiscalité propre, dont la population soit normalement supérieure à 5 000 habitants.
Dans ce cadre, le schéma départemental de coopération intercommunale (SDCI) approuvé par le préfet de Haute-Saône le 23 décembre 2011 a prévu la fusion de cette petite intercommunalité avec l'ancienne communauté de communes du Pays de Gray  et le rattachement à cette structure des communes isolées de Chargey-lès-Gray, Onay, Velesmes-Échevanney.
La commune est donc membre depuis le 1er janvier 2013 de la nouvelle communauté de communes Val de Gray.

### Liste des maires

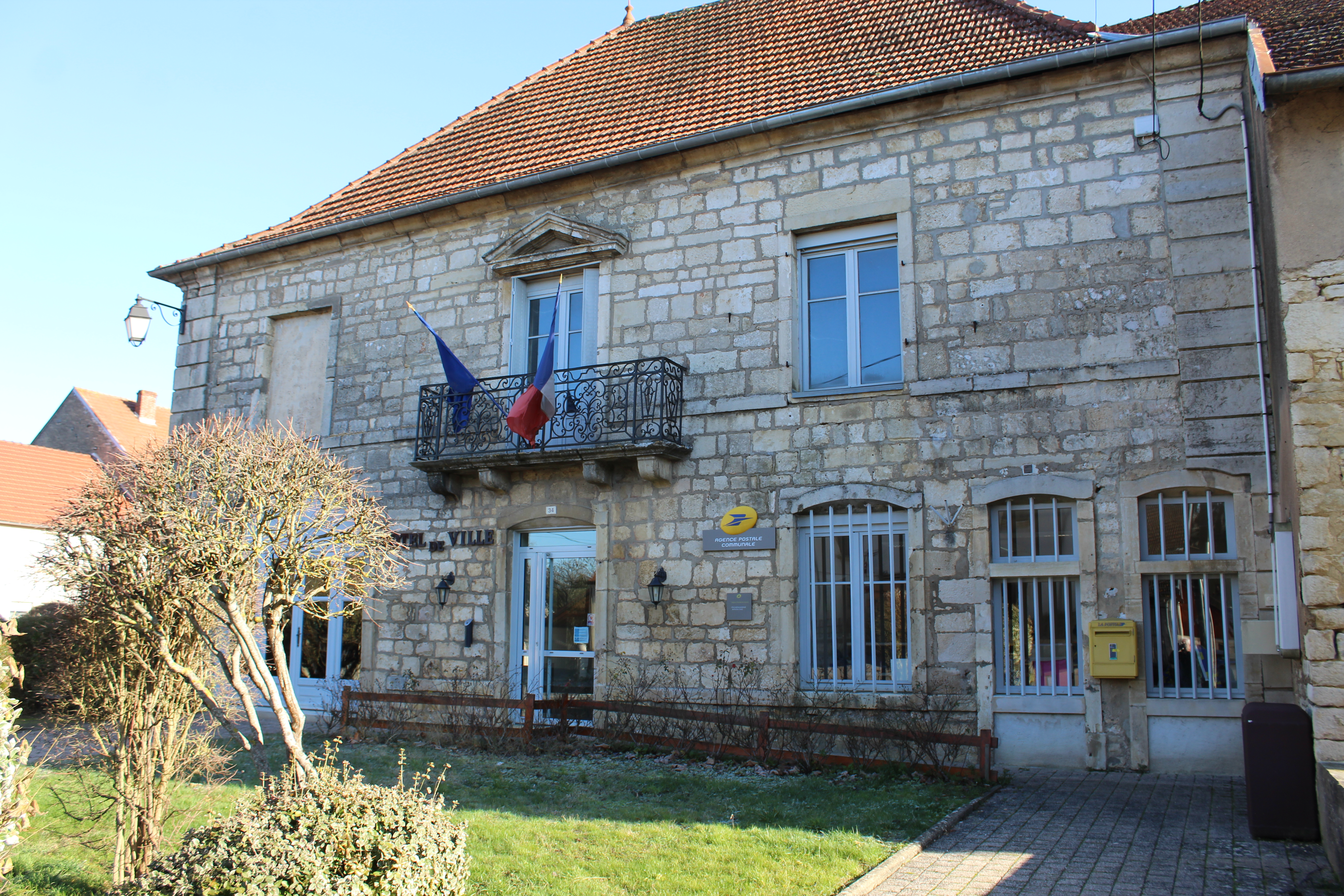
La mairie.

| Période                                  | Période         | Identité                   | Étiquette | Qualité     |
| ---------------------------------------- | --------------- | -------------------------- | --------- | ----------- |
| Les données manquantes sont à compléter. |                 |                            |           |             |
| ... - 1829 - ...                         |                 | M. Thibaudot               |           |             |
| 17 mai 1945                              | 31 octobre 1947 | Marcel André Henri Paquier |           | cultivateur |
| Les données manquantes sont à compléter. |                 |                            |           |             |
|                                          | février 2003    | Michel Beurey              |           |             |
| avril 2003                               | 2014            | Thierry Aubry              |           |             |
| 2014                                     | En cours        | Fabien Lagier              | SE        | Pharmacien  |

## Démographie

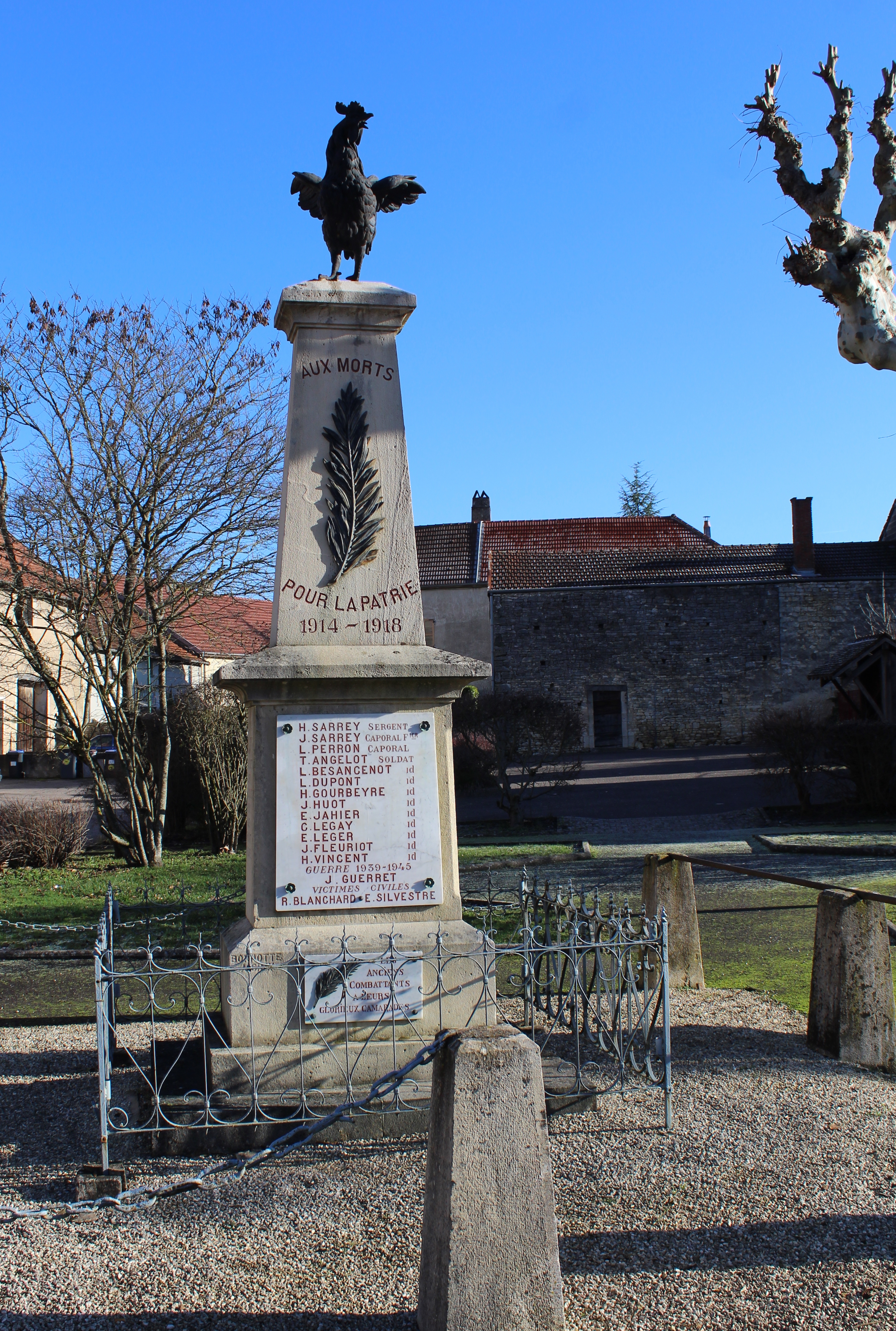
Le monument aux morts.

L'évolution du nombre d'habitants est connue à travers les recensements de la population effectués dans la commune depuis 1793. Pour les communes de moins de 10 000 habitants, une enquête de recensement portant sur toute la population est réalisée tous les cinq ans, les populations de référence des années intermédiaires étant quant à elles estimées par interpolation ou extrapolation. Pour la commune, le premier recensement exhaustif entrant dans le cadre du nouveau dispositif a été réalisé en 2004.

En 2022, la commune comptait 361 habitants, en évolution de −6,48 % par rapport à 2016 (Haute-Saône : −1,4 %, France hors Mayotte : +2,11 %).
| 1793 | 1800 | 1806 | 1821 | 1831 | 1836 | 1841 | 1846 | 1851 |
| ---- | ---- | ---- | ---- | ---- | ---- | ---- | ---- | ---- |
| 518  | 608  | 676  | 658  | 701  | 745  | 735  | 719  | 738  |

| 1856 | 1861 | 1866 | 1872 | 1876 | 1881 | 1886 | 1891 | 1896 |
| ---- | ---- | ---- | ---- | ---- | ---- | ---- | ---- | ---- |
| 640  | 604  | 634  | 577  | 543  | 570  | 507  | 478  | 490  |

| 1901 | 1906 | 1911 | 1921 | 1926 | 1931 | 1936 | 1946 | 1954 |
| ---- | ---- | ---- | ---- | ---- | ---- | ---- | ---- | ---- |
| 430  | 427  | 417  | 374  | 376  | 348  | 351  | 342  | 347  |

| 1962 | 1968 | 1975 | 1982 | 1990 | 1999 | 2004 | 2006 | 2009 |
| ---- | ---- | ---- | ---- | ---- | ---- | ---- | ---- | ---- |
| 339  | 347  | 348  | 390  | 401  | 450  | 434  | 424  | 429  |

| 2014 | 2019 | 2022 | - | - | - | - | - | - |
| ---- | ---- | ---- | - | - | - | - | - | - |
| 392  | 371  | 361  | - | - | - | - | - | - |

## Culture locale et patrimoine

### Sites et monuments
- Le château d'Oyrières.

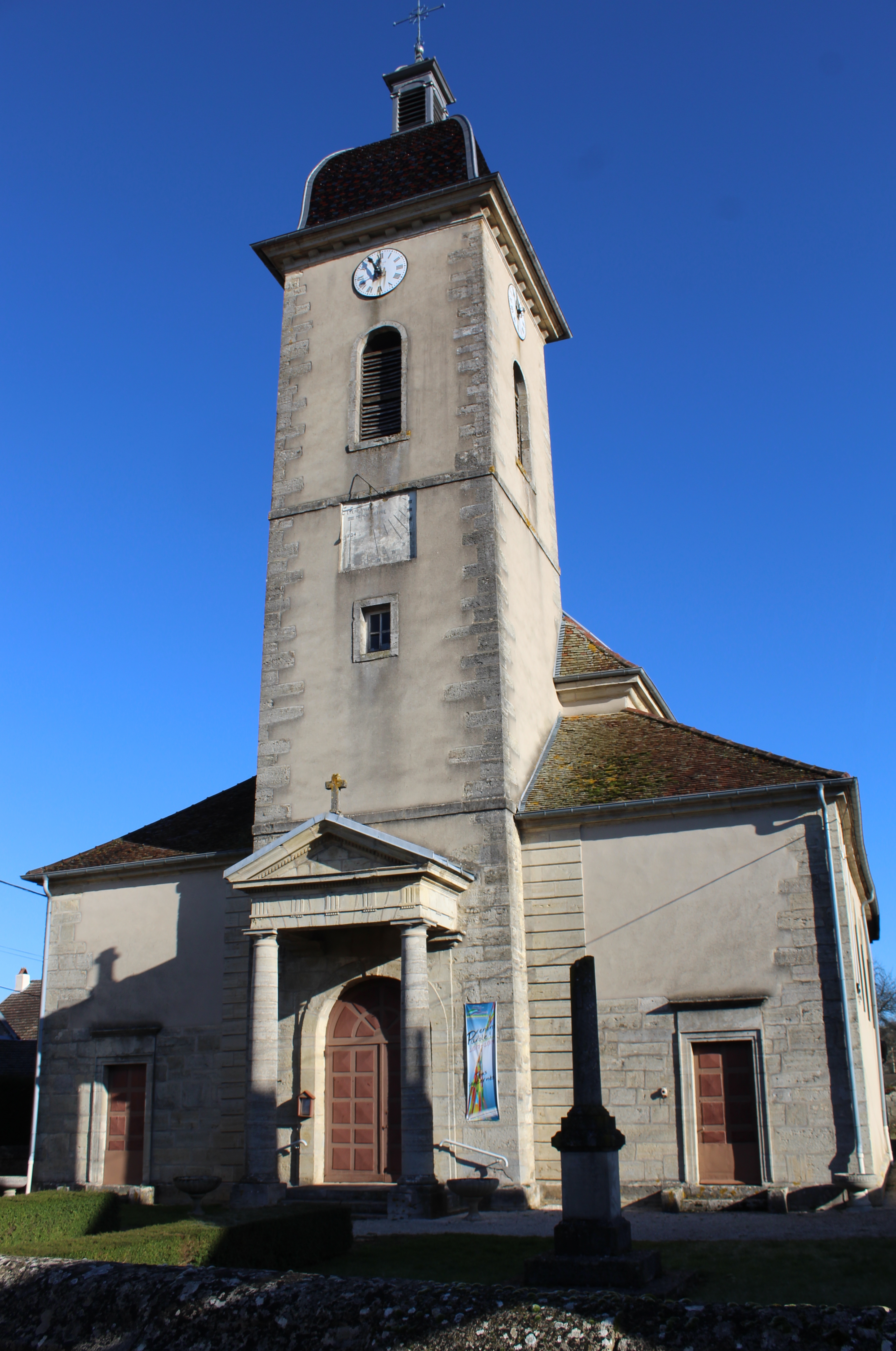
L'église de la Nativité-de-Saint-Jean-Baptiste.

- L'église de la Nativité-de-Saint-Jean-Baptiste date de 1788, reconstruite en 1838, avec son cadran solaire. L'église se situe dans le diocèse de Besançon, au sein de l'unité pastorale d'Arc-Autrey-Champlitte. Le curé est actuellement l'abbé Léon Gigon.
- La fontaine-lavoir sud, édifiée en 1827-1829 sur les plans de l'architecte Louis Moreau. C'est un monument d'inspiration classique avec un pavillon de fontaine carré, conçu à l'image d'un temple domestique. Lavoir d'ordre toscan, inspiré de l'atrium des maisons antiques avec une couverture portée par un double péristyle, il laisse le bassin à ciel ouvert. Il est classé monument historique[25].
- La fontaine-lavoir nord, édifié  en 1845-1848 sur les plans de MM. Delanne et Colard
Également classé monument historique[26], elle est située à l'entrée nord du village. Un projet de restauration est à l'étude.
- L'ancienne poste, qui accueille depuis septembre 2009 la mairie et l'agence postale communale. Ce bâtiment, ancien relais de poste, est situé au cœur du village, en face de la boulangerie. Jusqu'en 2007, la poste était tenue par un fonctionnaire appelé « receveur rural ». Cet agent d'État effectuait la tournée de facteur locale du bourg. L'après-midi, il tenait le guichet, offrant ainsi à la population de ce petit bourg un service postal complet.

## Galerie

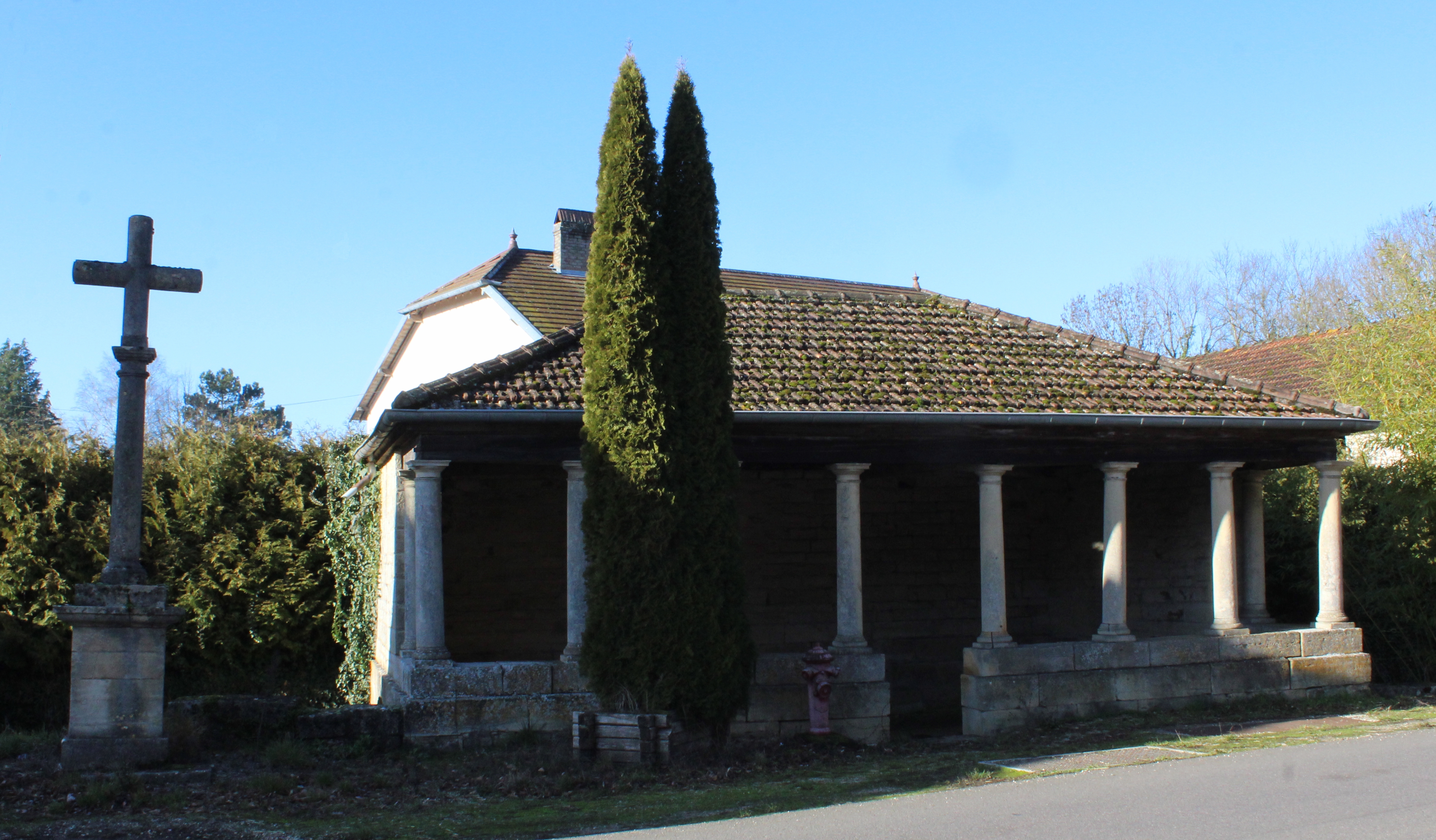
Vue du lavoir nord côté route.
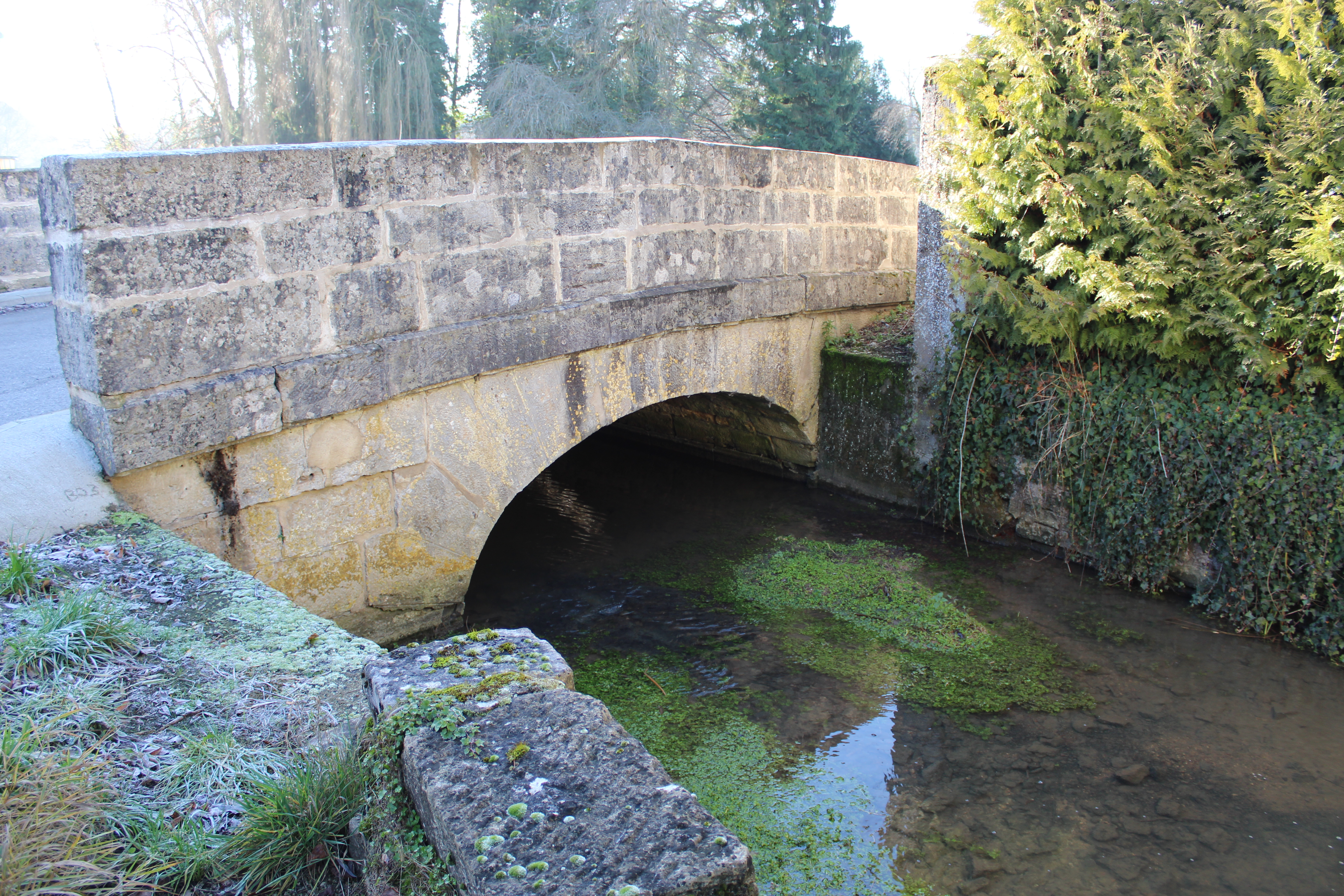
Le pont sur le ruisseau des Écoulottes.
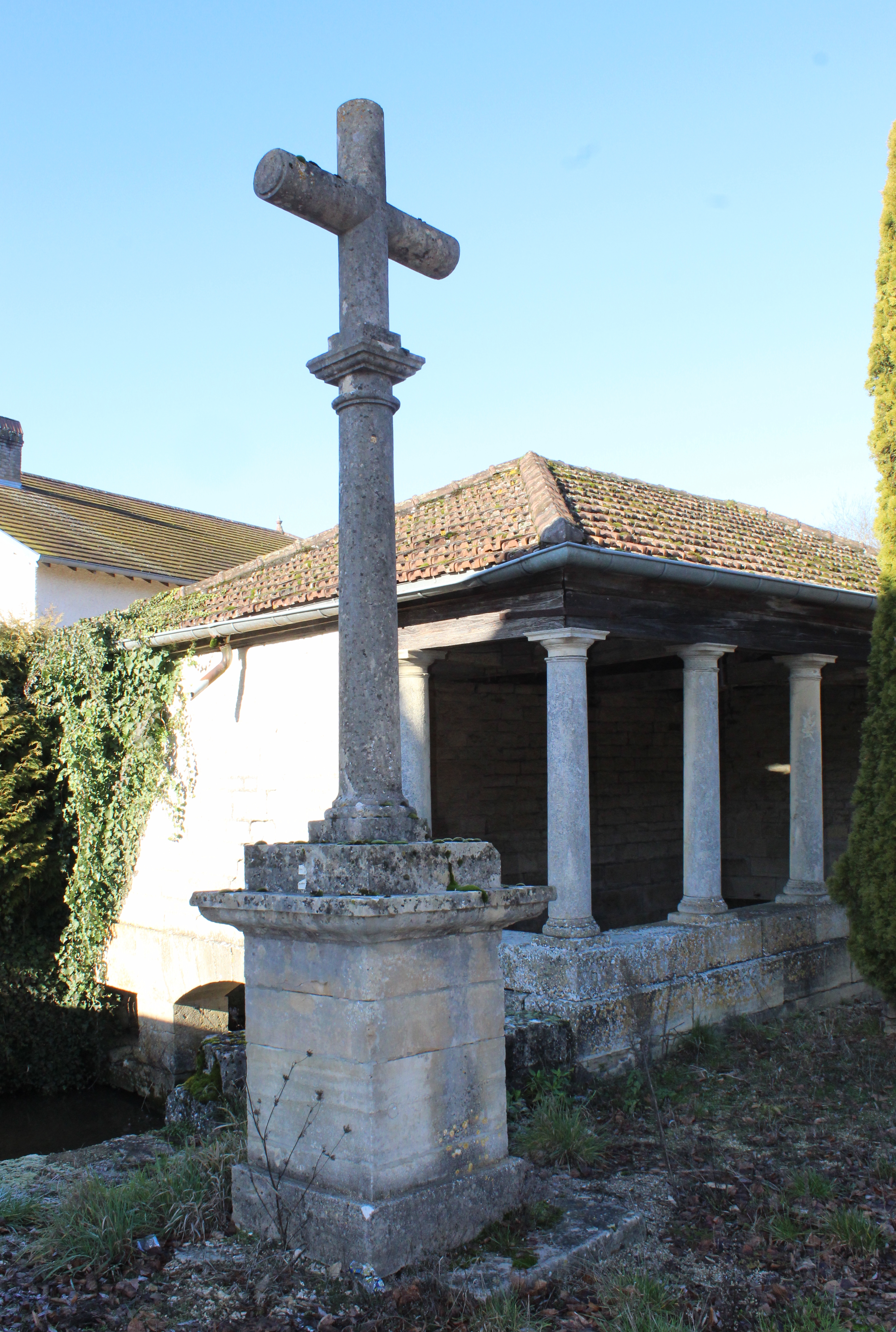
Croix près du lavoir nord.

### Personnalités liées à la commune
- François Travelet, grenadier au 1er régiment de grenadiers-à-pied de la Garde impériale,  Chevalier de la Légion d'honneur, né à Oyrières et décédé dans la même commune le 4 janvier 1830[27].
- Pierre François Michaud (1856-1900), né à Oyrières, participe à la mission de Brazza en 1883-1885 au Gabon (Ogooue et Loango).

### Curiosités
- Un aigle pygargue naturalisé, noté tué à Oyrières en 1848, est conservé dans les collections du muséum d'histoire naturelle de Gray.
- Selon une légende, la cancoillotte serait née dans une ferme de Oyrières au cours du XVIe siècle.